# Elvis 30
Elvis 30 #1 Hits, estilizado como ELV1S: 30 #1 Hits, es un álbum compilado de grandes éxitos de Elvis Presley, uno de los más exitosos a nivel comercial y por permanencia en las listas. Corresponde a todos los temas grabados por Elvis que alcanzaron el puesto No. 1  a lo largo de su carrera, en países como Australia, Reino Unido, y por supuesto, Estados Unidos.  
De manera cronológica, la selección de temas del compilado abarca todo el período de Elvis en la compañía RCA desde el 10 de enero de 1956 cuando Elvis graba Heartbreak Hotel hasta el 29 de octubre de 1976 con la grabación de Way Down, la cual se publicaría el 9 de junio de 1977. Junto a esta selección de temas se incluyó a la versión remixada de A Little Less Conversation. 
El álbum fue lanzado por RCA Records, el 24 de septiembre de 2002. Es el primer álbum de Elvis en el que aparece el remix de "A Little Less Conversation", del DJ Junkie XL, el cual fue No. 1 en el Reino Unido y Australia. También alcanzó el puesto # 1 en varios países europeos. 
Cuándo fue lanzado al mercado, ELV1S: 30 #1 Hits fue un éxito instantáneo, yendo directamente hasta lo más alto en las posiciones de álbumes en varios países y abarcando cantidades de ventas alrededor del mundo. 
En 2003, el álbum recibió certificaciones en más de quince regiones y vendió millones de copias en todo el mundo. Un álbum secuela, 2nd to None, fue lanzado un año después.
A su vez con más de 250 semanas en distintas posiciones se convirtió en el álbum de Elvis de mayor permanencia en las listas del Official Chart y uno de los álbumes más vendidos en el Reino Unido. En la actualidad está certificado como séxtuple platino por la RIAA.
Elvis 30 # 1 Hits es el álbum compilado editado de manera póstuma de Elvis con más ventas premios. El 29 de octubre de 2002 la RIAA lo certificó como disco de oro y platino al mismo tiempo, alcanzando la categoría de séxtuple platino el 13 de septiembre de 2017. 
Cinco de las canciones de este compilado fueron incluidas en la versión live action de la película Lilo & Stitch de 2025. 

## Lista de canciones
1. "Heartbreak Hotel" – 2:07
2. "Don't Be Cruel" – 2:02
3. "Hound Dog" – 2:13
4. "Love Me Tender" – 2:42
5. "Too Much" – 2:33
6. "All Shook Up" – 1:58
7. "(Let Me Be Your) Teddy Bear" – 1:47
8. "Jailhouse Rock" – 2:35
9. "Don't" – 2:49
10. "Hard Headed Woman" – 1:54
11. "One Night" – 2:33
12. "(Now and Then There's) A Fool Such As I" – 2:40
13. "A Big Hunk O' Love" – 2:12
14. "Stuck On You" – 2:18
15. "It's Now or Never" – 3:15
16. "Are You Lonesome Tonight?" – 3:06
17. "Wooden Heart" – 1:58
18. "Surrender" – 1:51
19. "(Marie's The Name) His Latest Flame" – 2:07
20. "Can't Help Falling in Love" – 2:57
21. "Good Luck Charm" – 2:26
22. "She's Not You" – 2:08
23. "Return to Sender" – 2:09
24. "(You're) The Devil in Disguise" – 2:21
25. "Crying in the Chapel" – 2:23
26. "In the Ghetto" – 2:57
27. "Suspicious Minds" – 4:29
28. "The Wonder of You" – 2:25
29. "Burning Love" – 2:50
30. "Way Down" – 2:37
31. "A Little Less Conversation (JXL Radio Edit Remix)" - 3:30

### Versiones de edición limitada

#### WalMart Bonus Disc
1. The Elvis Post Army Interview

#### Japan Bonus Disc
1. "A Little Less Conversation" (Original)
2. "A Little Less Conversation" (JXL 12" Extended Remix)
3. "A Little Less Conversation - JXL Mix" (Vídeo) (CD-rom)

## Recepción
ELV1S: 30 Éxitos #1 recibió críticas en su gran mayoría favorables por parte de los críticos musicales. Robert Christgau le otorgó al álbum su calificación más alta de todos los álbumes de Elvis que ha reseñado y consideró que el álbum demostraba que la vida de Elvis era un todo continuo.   Parke Puterbaugh, en su reseña del álbum en la revista Rolling Stone , le dio al álbum cinco de cinco estrellas y consideró que las grabaciones habían mejorado la calidad del sonido. Lo mismo ocurrió con Larkin Collin dela Enciclopedia de Música Popular que calificó al álbum con el máximo de estrellas. 